# غرف الفندق 28
غرف الفندق 28 (بالإنجليزية: 28 Hotel Rooms)‏ هو فيلم درامي رومانسي أمريكي صدر عام 2012. من تأليف وإخراج مات روس وبطولة كريس ميسينا ومارين آيرلند. وهو أول فيلم روائي طويل للمخرج مات روس.

## القصة
ليلة من الجنس العرضي بين روائي من نيويورك (كريس ميسينا) ومحاسبة (مارين إيرلندا) من سياتل تؤدي بشكل غير متوقع إلى علاقة بعيدة المدى تستمر لعدة سنوات.

## الممثلون
- مارين أيرلندا كامرأة
- كريس ميسينا كرجل
- روبرت ديمر بدور نادل
- بريت كولير في دور راعي البار

## روابط خارجية
- غرف الفندق 28 على موقع IMDb (الإنجليزية)
- غرف الفندق 28 على موقع ميتاكريتيك (الإنجليزية)
- غرف الفندق 28 على موقع روتن توميتوز (الإنجليزية)
- غرف الفندق 28 على موقع ألو سيني (الفرنسية)
- غرف الفندق 28 على موقع Turner Classic Movies (الإنجليزية)
- غرف الفندق 28 على موقع أول موفي (الإنجليزية)
- غرف الفندق 28 على موقع بوكس أوفيس موجو (الإنجليزية)
- غرف الفندق 28 على موقع فيلمافينيتي (الإسبانية)
- غرف الفندق 28 على موقع قاعدة بيانات الأفلام السويدية (السويدية)
- غرف الفندق 28 على موقع قاعدة بيانات الفيلم (الإنجليزية)